# Манакор
Манакор (шп. Manacor) град је и општина на медитеранском острву Мајорка која је део шпанске аутономне заједнице Балеарских острва. То је једна од највећих општина на Мајорки. Познат је по производњи намештаја и вештачких бисера.

## Становништво
| 1981.  | 2001.  |
| ------ | ------ |
| 24.153 | 31.255 |